# Urozelotes
Urozelotes là một chi nhện trong họ Gnaphosidae.